# Lavaggio Russo
Il Lavaggio Russo (in inglese Russian Laundromat) era uno schema volto a trasferire dai 20 agli 80 miliardi di dollari fuori dalla Russia dal 2010 al 2014 attraverso una rete di banche globali, molte delle quali in Moldavia e in Lettonia. Il Guardian ha riportato che circa 500 persone erano sospettate di essere coinvolte, molte delle quali erano benestanti russi. Lo schema di riciclaggio di denaro fu scoperto dall'indagine Global Laundromat. Il The New Yorker dice che l'operazione era conosciuta come "Il Lavaggio Russo," "Il Lavaggio Globale," o "Lo Schema Moldavo." Il The Herald scrisse che lo schema  "fu pensato per essere il più grande e più elaborato schema di riciclaggio di denaro al mondo."

## L'indagine e la rivelazione dei media
Documenti bancari interni che dettagliavano circa 70.000 transazioni tra il 2011 e il 2014 furono ottenuti dal quotidiano russo Novaya Gazeta e dal Progetto di investigazione sulla corruzione e il crimine organizzato (OCCRP), che poi condivisero i dati dei documenti con varie società di media nel marzo 2017. Il termine "Lavaggio Russo" fu coniato dall'OCCRP. I documenti analizzati contenevano i dettagli di circa 70.000 transazioni bancarie, secondo Bloomberg, con 1.920 ditte coinvolte nel Regno Unito e 373 negli Stati Uniti. Il presunto architetto dello schema è Veaceslav Platon, un uomo d'affari moldavo ed ex deputato. Igor Putin (cugino di Vladimir Putin) è stato anche nominato in connessione con questo schema. Lo schema ha permesso all'élite russa di incanalare almeno 20 miliardi di dollari dalla Russia.

## Denaro riciclato dalla regione

### Banche globali e altre
I 20,8 miliardi di dollari erano stati riciclati in 96 paesi, secondo l'inchiesta. Secondo gli esperti di riciclaggio di denaro, il denaro fu inizialmente trasferito a una rete di 21 società di comodo nel Regno Unito, a Cipro e in Nuova Zelanda, e poi ulteriori pagamenti andarono a un gruppo più ampio di società, molte delle quali erano fittizie.
Undici società registrate negli Emirati Arabi Uniti furono nominate nell'inchiesta come possibili società di copertura che filtrano il denaro riciclato, e i dati dissero che le società registrate negli Emirati Arabi Uniti avevano ricevuto 434.076.385 dollari.
Tra le banche globali coinvolte nel riciclaggio di denaro vi erano Deutsche Bank, Standard Chartered e Barclays.

### Territori inglesi
Successivamente, fu riferito che 740 milioni di dollari erano stati elaborati dalle banche britanniche come parte del programma. Il 20 marzo 2017 il giornale inglese The Guardian ha riportato che centinaia di banche avevano contribuito a riciclare i fondi relativi al KGB dalla Russia, come scoperto dall'indagine denominata Global Laundromat. Tra le banche sottoposte a controllo sotto l'inchiesta vi erano HSBC, la Royal Bank of Scotland, NatWest, Lloyds, Barclays e Coutts. La HSBC era citata tra le 17 banche del Regno Unito che "stavano affrontando domande su quello che sapevano sul sistema internazionale e sul perché non respingevano i trasferimenti di denaro sospetti", mentre HSBC "elaborava 545,3 milioni di dollari in contanti nel riciclaggio, per lo più diretti attraverso il suo ramo ad Hong Kong." La Royal Bank of Scotland "gestiva 113,1 milioni di dollari" in contanti nel riciclaggio. Coutts, di proprietà di RBS, aveva "accettato pagamenti per 32,8 milioni di dollari tramite il suo ufficio a Zurigo, in Svizzera". NatWest, sempre di proprietà di RBS, fu nominata per aver consentito attraverso 1,1 milioni di dollari in fondi correlati. Il Guardian riportò che circa 500 persone erano sospettate di essere coinvolte, molte delle quali erano benestanti russi.
Il 27 marzo 2017, The Herald in Scozia ha riferito che le società di comodo scozzesi erano state utilizzate come parte dello schema, stimato in 5 miliardi di dollari. Il giornale ha detto che uno dei mezzi per aggirare i controlli sulle esportazioni di capitali era che un'azienda occidentale facesse un falso prestito a una società russa. La compagnia russa avrebbe intenzionalmente insoluto sul prestito, e un tribunale corrotto in Moldova avrebbe ordinato alla compagnia di pagare il "debito".
Il Guardian scrisse che la maggior parte delle aziende coinvolte nel riciclaggio di denaro erano registrate in Regno Unito e oltre la metà dei soldi andò a società di comodo in Scozia, a Birmingham e a Londra. Di quelle società chiave, i dati rivelarono che Seabon Lt. aveva gestito 9 miliardi di dollari attraverso una rete di aziende. Le parti coinvolte includevano Chadborg Trade, LLP, una società di comodo, e Tronlux Ventures LLP, anch'essa una società di comodo inglese.
Nel giugno 2017, l'autorità di controllo del Regno Unito dell'Autorità di condotta finanziaria aveva richiesto informazioni a HSBC e alla Royal Bank of Scotland riguardo al lavaggio russo.

### Stati Uniti
Citibank fu citata tra le banche americane nominate come gestori dei fondi riciclati, con banche negli Stati Uniti che elaborarono circa 63,7 milioni di dollari tra il 2010 e il 2014. Citibank fu elencata per aver elaborato 37 milioni di dollari di tale importo, con altre tra cui la Bank of America, che elaborò 14 milioni di dollari. La banca "gestì 113,1 milioni di dollari" in contanti nel riciclaggio. Le altre banche coinvolte erano JP Morgan e Wells Fargo negli Stati Uniti.

## Reazioni delle banche e della Russia
In risposta ai report, la HSBC dichiarò di essere contro il crimine finanziario, e che il caso "sottolinea la necessità di una maggiore condivisione delle informazioni tra i settori pubblico e privato". Citibank e Standard Chartered reagirono con dichiarazioni contro le attività, mentre Wells Fargo, Deutsche Bank, Bank of America e JP Morgan inizialmente si rifiutarono di comunicare con la stampa.
La Moldavia presentò una denuncia ufficiale alla Russia in merito al riciclaggio il 9 marzo 2017, e al 23 marzo non aveva ricevuto una risposta formale. Il 24 marzo 2017, la Moldavia dichiarò che la Russia stava facendo ostruzionismo e sabotando la sonda nel lavaggio russo, cercando di "umiliare e abusare di funzionari che visitavano o attraversavano la Russia" che erano moldavi. A sua volta, la Russia disse che i suoi stessi funzionari erano stati molestati e che erano pronti per una "cooperazione costruttiva" sulla questione.